# Erioptera uliginosa
Erioptera uliginosa är en tvåvingeart som beskrevs av Alexander 1930. Erioptera uliginosa ingår i släktet Erioptera och familjen småharkrankar. Inga underarter finns listade i Catalogue of Life.